# Groenhoven (Amsterdam)
Groenhoven is een straat en een appartementencomplex in Amsterdam-Zuidoost. Straat, gebouw en omgeving werden in 2021 benoemd tot gemeentelijk monument (onder nummer 200956). Het heeft in Gouden Leeuw een broertje.

## Straatnaam
Als straat kreeg het per raadsbesluit van 25 juni 1969 haar naam en werd vernoemd naar geografische aanduidingen in Nederland met dezelfde naam, zoals een boerderijen en landhuizen in Leiden, Loosduinen, Wassenaar en Kerkwijk.

## Gebouwen
De huisnummers aan Groenhoven lopen op van 100 tot 866, maar er ontbreken tal van huisnummers, want er zijn “maar” 431 appartementen in het complex, verspreid over acht torenflats. De bijbehorende parkeergarage heeft huisnummer 100. Het gebouwencomplex werd rond 1975 gebouwd naar ontwerp van architect Joop van Stigt. Stigt kwam voor deze flats met een afwijkend ontwerp. In plaats van al dan niet tot honingraatflats geschakelde flatgebouwen, koos hij voor een bouw in kruisvormige constructies die elkaar op relatief kleine oppervlakken raken. De architect heeft de gebouwen daarbij een structuralistisch karakter gegeven. De gebouwen bestaan uit vele min of meer dezelfde, kleinere eenheden, met een vierkante vorm (kwadrantwoningen). Deze structuur en stijl leverden veel discussie op met het stadsbestuur, maar door een maquette bewees hij dat hij meer flats kwijt kon op eenzelfde oppervlak en wist hij de gemeente te overtuigen. Zoon André noemde het een stijlbreuk, daarbij wees hij ook op de centraal gepositioneerde liften en hallen, waarbij veel meer menselijke ontmoetingen plaatsvonden dan in de andere flats.
De afmetingen van de vierkanten zijn steeds een geheel veelvoud van de "menselijke maat" van 1,80 meter. In zijn visie zou iedereen zich moeten kunnen thuis voelen in zijn woningen: "het huis 'als de buik van de moeder', zoals bij de Dogon" (een oud volk in Mali, Afrika). Van Stigt poogde de flexibiliteit van de eenheden te maximaliseren, onder meer door binnen de vierkanten geen dragende muren aan te brengen, maar alleen verwijderbare tussenwanden.
Stigt integreerde in de gebouwen collectieve ruimtes, in gebruik als café, danszaal, en kleine winkeltjes. Zulke collectieve ruimtes waren er oorspronkelijk in alle Bijlmerflats, maar zijn in 2021 alleen in Gouden Leeuw en Groenhoven nog in gebruik. Bijzonder is ook de overdekte galerij tussen flats en parkeergarages (“drooglopers”}, elders in de wijk werd dit door bruggen verzorgd hetgeen allerlei onveilige plekken leidde.
De flats werden, eveneens in tegenstellingen tot andere flats in de buurt, niet gebouwd voor woningbouwverenigingen, maar voor kopers verzameld in VvE's, behorende tot de grootste verenigingen in Nederland. Een woning kostte bij oplevering krap 40.000 gulden. 

## Monument
In 2008 of vlak daarna werd het complex toegevoegd aan de lijst Top 100 van het naoorlogs erfgoed (nr. 115). 2008.
Gouden Leeuw, Groenhoven en het omliggende park (officieus Professor Joop van Stigtpark) werden na verdere studie in augustus 2021 aangewezen als gemeentelijk monument. De situering van woontorens in een parkachtige omgeving vormde een van de redenen het tot monument te benoemen. De ruimtelijke structuur is sinds de oplevering nauwelijks gewijzigd, dit in tegenstelling tot de omgeving, waarbij flats werden vervangen door laagbouw. In eerste instantie werden alleen de woontoren door Erfgoedvereniging Heemschut als monument aangedragen maar de beide VVE’s vonden ook dat het park en de parkeergarages daartoe moesten behoren. Het dagelijks bestuur van stadsdeel Zuidoost ging daarin mee op de parkeergarages na. Deze bevonden zich tijdens het traject al in matige staat van onderhoud, om vernieuwing niet langer dan nodig op te houden werden ze buiten het monument gehouden.

## Afbeeldingen

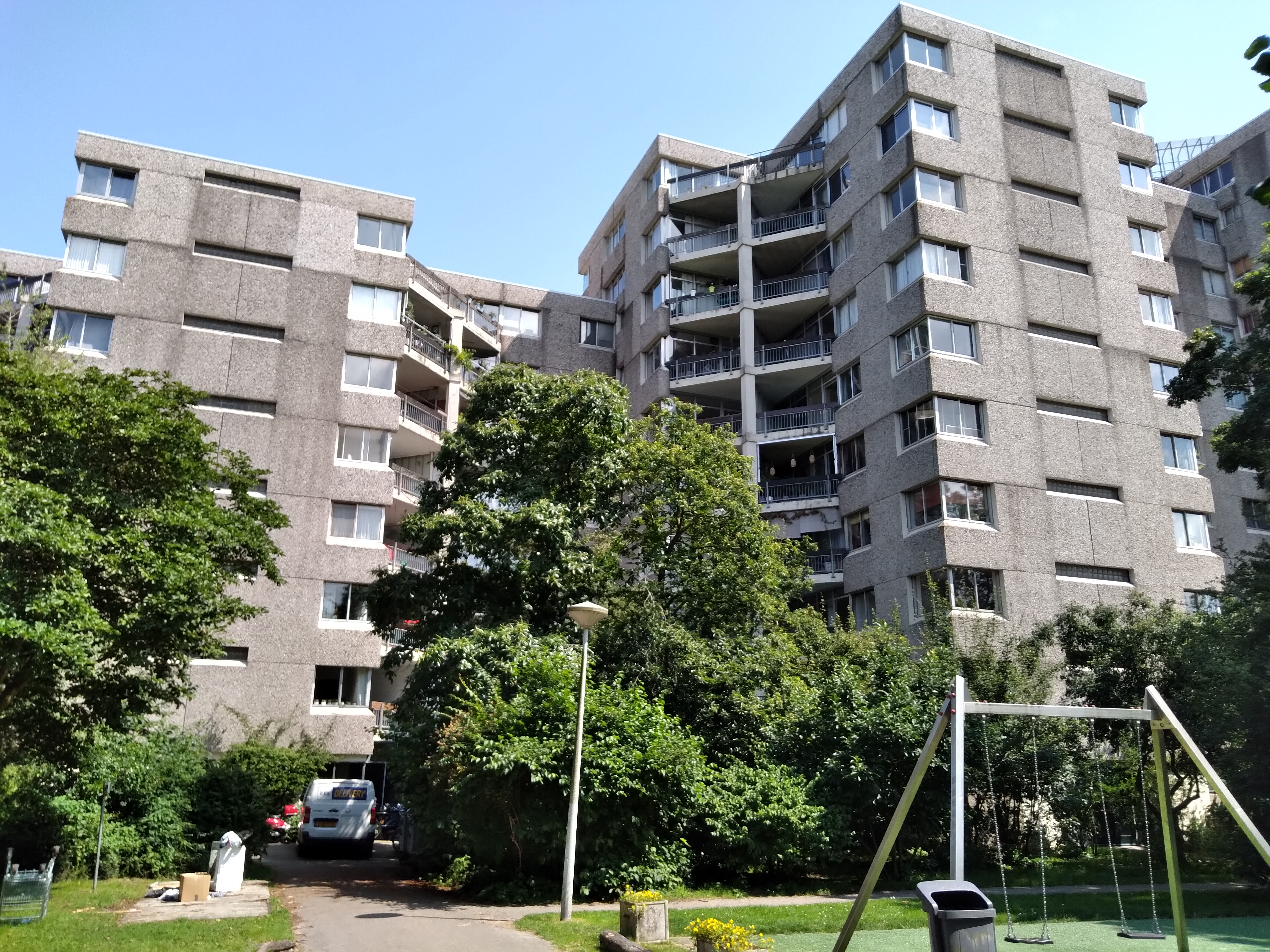
Geschakelde flats (augustus 2021)
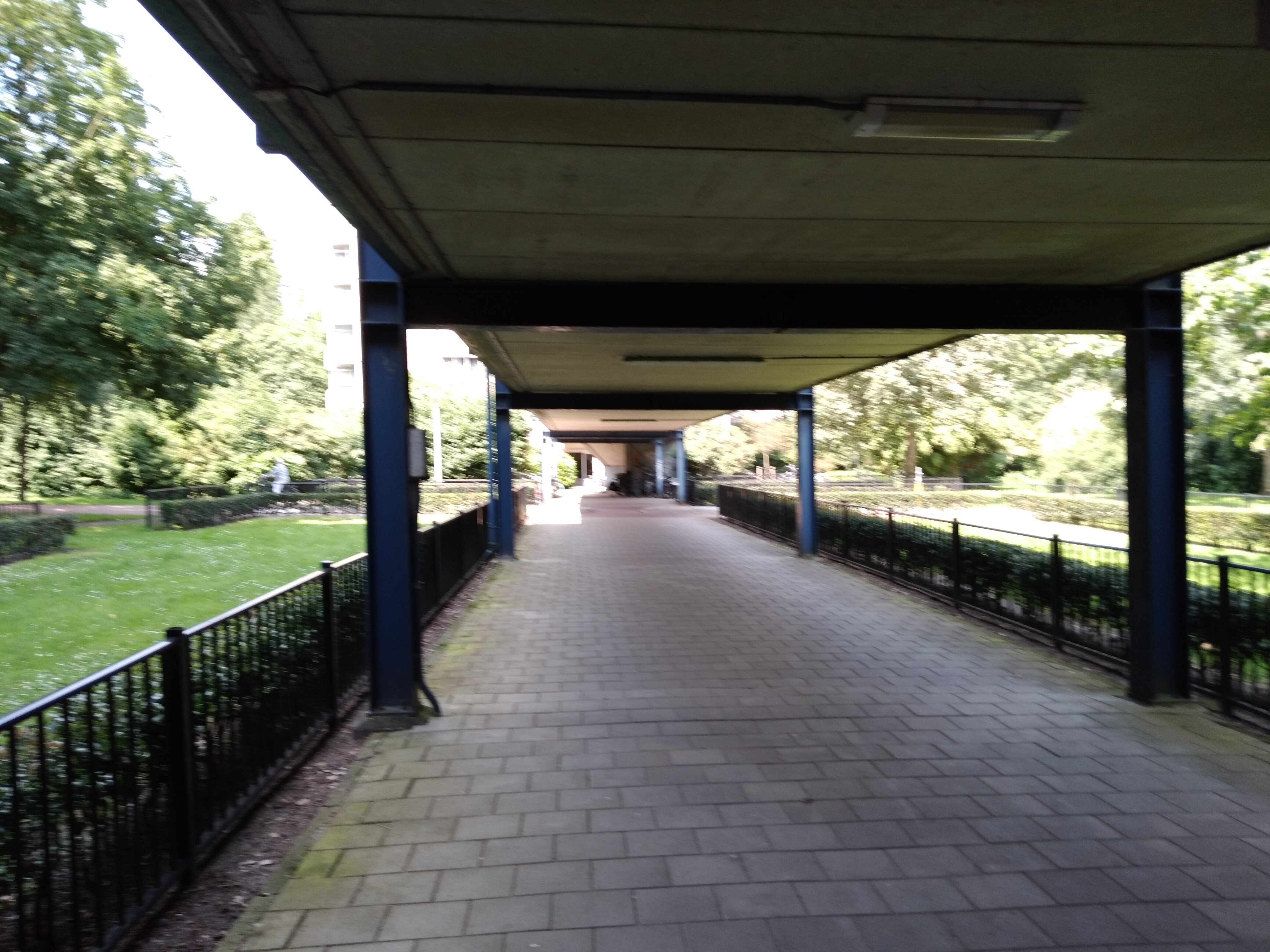
Droogloper naar parkeergarage (augustus 2021)